# O paraíso
 (janvier 2023).
Albums de Madredeus
Ainda
(1995) O Porto
(1998)
O Paraíso est le septième album du groupe portugais Madredeus, sorti en 1997 au Portugal.

## Titres de l'album
1. Haja O Que Houver
2. Os Dias São À Noite
3. A Tempestade
4. A Andorinha Da Primavera
5. Claridade
6. A Praia Do Mar
7. O Fim Da Estrada
8. Agora - Canção Aos Novos
9. À Margem
10. Carta Para Ti
11. Coisas Pequenas
12. Não Muito Distante
13. O Sonho
14. O Paraíso